# M.J. Rhett
Malcolm Jaleel Rhett, detto M.J. (Hopkins, 15 novembre 1992), è un cestista statunitense naturalizzato dominicano.